# Ephrem M’Bom
Ephrem M'Bom (Yaoundé, 1954. július 18. – Douala, 2020. szeptember 20.) válogatott kameruni labdarúgó, hátvéd.

## Pályafutása

### Klubcsapatban
1974–75-ben a Rail Douala, 1975–76-ban az Éclair Douala, 1976–77-ben a Léopards Douala, 1977 és 1988 között a Canon Yaoundé labdarúgója volt. A Canonnal öt bajnoki címet és négy kupagyőzelmet szerzett. 1988–89-ben a Dragon Yaoundé csapatában fejezte be az aktív labdarúgást.

### A válogatottban
Hét alkalommal szerepelt a kameruni válogatottban. Tagja volt az 1982-es spanyolországi világbajnokságon részt vevő csapatnak.

## Sikerei, díjai
Canon Yaoundé
- Kameruni bajnokság
  - bajnok (5): 1978–79, 1979–80, 1981–82, 1984–85, 1985–86
- Kameruni kupa
  - győztes (4): 1978, 1979, 1983, 1986